# ケヴォン・エドモンズ
ケヴォン・エドモンズ（Kevon Edmonds、1957年2月25日 - ）は、アメリカの歌手。ベイビ－フェイスの実兄。

## ディスコグラフィ

### スタジオ・アルバム
- 『24/7〜トゥエンティ・フォー・セヴン』 - 24/7 (1999年、RCA)
- Who Knew (2009年、Make Entertainment)